# Kossuthprijs

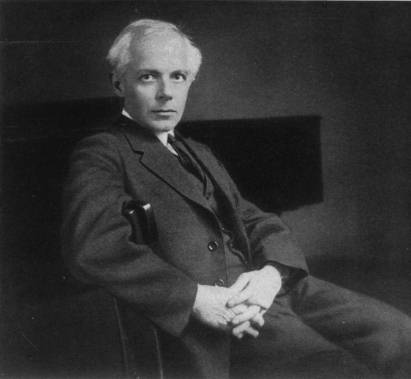
Béla Bartók

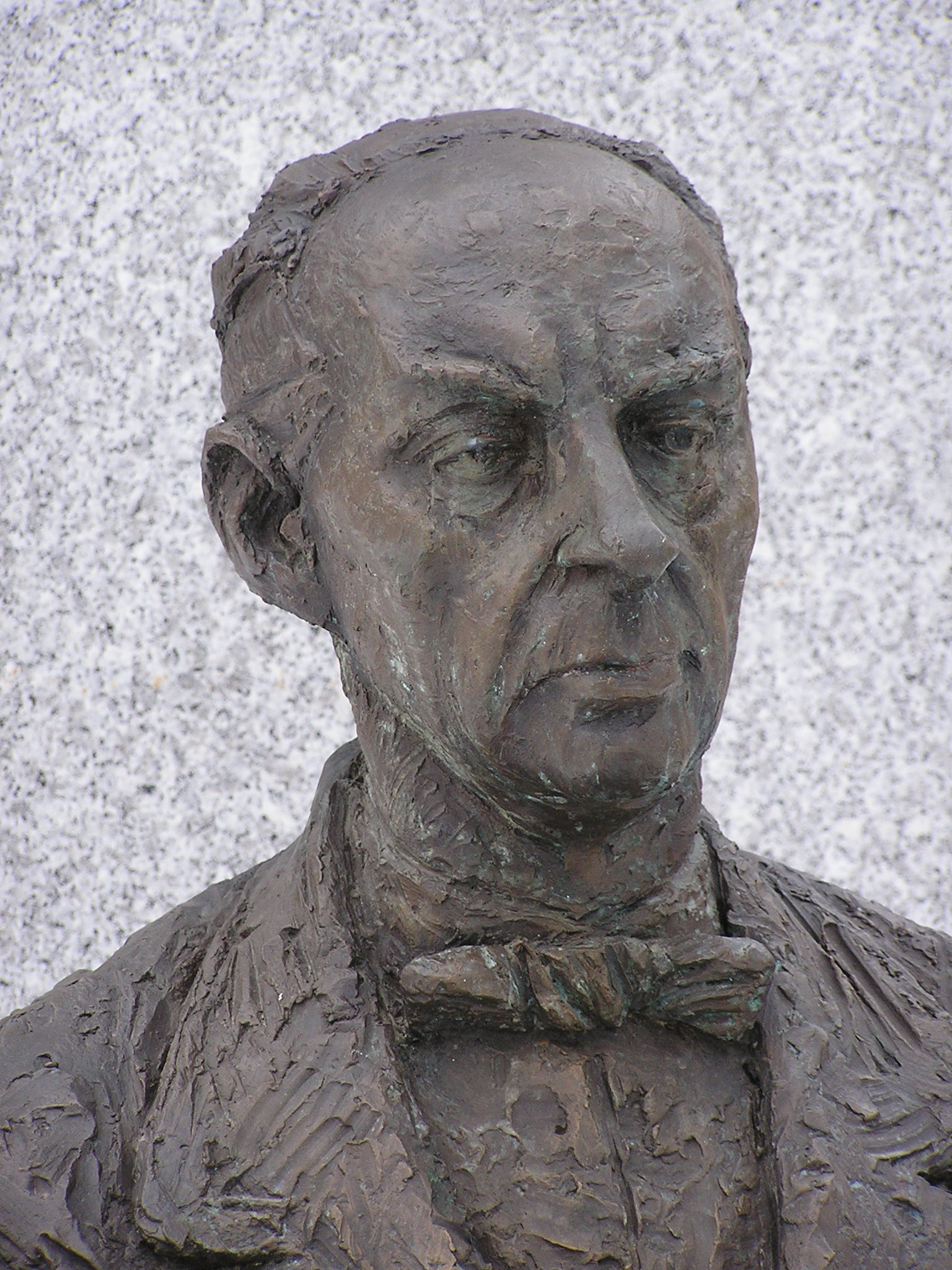
Sándor Márai

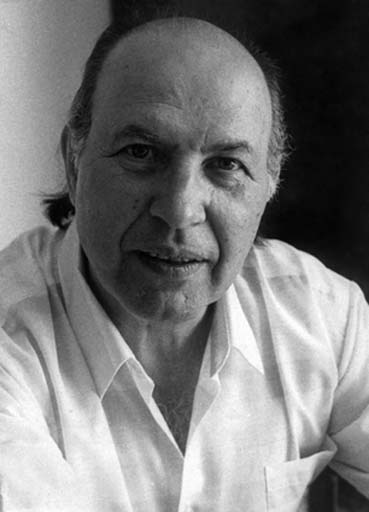
Imre Kertész

Rubiks kubus

De Kossuthprijs is een van de meest prestigieuze Hongaarse onderscheidingen, vernoemd naar de politicus Lajos Kossuth, een van de hoofdrolspelers in de Hongaarse Revolutie van 1848. De prijs wordt sinds 1990 uitgereikt door de president van Hongarije op voordracht van de premier. De eerste uitreiking was op 15 maart 1948 op de honderdste gedenkdag van de Revolutie. Toen werden prijzen toegekend voor buitengewone bijdragen aan de Hongaarse kunst, literatuur, wetenschap en bijdragen aan de socialistische samenleving in het algemeen. Sinds 1963 worden enkel nog de prijzen voor kunst en literatuur uitgereikt. 
Er bestaan twee rangen: de reguliere Kossuthprijs en de grote Kossuthprijs (Kossuth-nagydíj). De laatste is tot 2012 zes keer toegekend. Ook ensembles kunnen de Kossuthprijs ontvangen.
De prijs is gedoteerd met het zesvoudige (tot 2013 het vijfvoudige) van het gemiddelde nettoloon in Hongarije en is, evenals de Széchenyiprijs, belastingvrij. Winnaars van de grote Kossuthprijs ontvangen tweemaal zoveel.
Enkele bekende winnaars zijn:
- Zoltán Kodály, componist (1948, 1952, 1957)
- Béla Bartók, componist (postuum, 1948)
- Attila József, dichter (postuum, 1948)
- György Lukács, filosoof (1948, 1955)
- Annie Fischer, pianiste (1949, 1955, 1965)
- Pál Turán, wiskundige (1949, 1952)
- Mihály Székely, operazanger (1949, 1955)
- Kálmán Nádasdy, opera-, theater- en filmregisseur (1950, 1954, 1965)
- Gusztáv Oláh, operaregisseur,	scenograaf (1951,1954)
- János Ferencsik, dirigent (1951, 1961)
- Zoltán Fábri, filmregisseur (1953, 1955, 1970)
- György Melis, operazanger (1962)
- Gyula Illyés, schrijver en dichter (1948, 1953, 1970)
- István Kiss, beeldhouwer (1970)
- Sándor Weöres, dichter (1970)
- István Örkény, schrijver (1973)
- Miklós Jancsó, filmregisseur (1973, 2006)
- István Szabó, filmregisseur (1975)
- Zoltán Kocsis, pianist (1978, 2005)
- Dezső Ránki, pianist (1978, 2008)
- Sándor Márai, schrijver (postuum, 1990)
- Sándor Csoóri, dichter en politicus (1990, grote prijs: 2012)
- Ferenc Farkas, artiest (1991)
- Péter Nádas, schrijver (1992)
- György Faludy, schrijver (1994)
- Péter Esterházy, schrijver (1996)
- Sir András Schiff, pianist (1996)
- Imre Kertész, schrijver en nobelprijswinnaar (1997)
- Ferenc Kállai, acteur (1997)
- Géza Hoffmann, cabaretier (1998)
- Budapest Poppentheater (1999)
- János Bródy, singer-songwriter (2000)
- Péter Reimholz, architect (2000)
- Levente Szörényi, zanger, gitarist (2000)
- Imre Bak, expressionistisch schilder (2002)
- György Ligeti, componist (2003)
- Éva Janikovszky, schrijfster (2003)
- Béla Tarr, filmregisseur (2003)
- Gábor Presser, rockartiest (2003)
- Andrea Rost, operazangeres (2004)
- Iván Fischer, dirigent (2006)
- Ernő Rubik, architect en uitvinder van Rubiks kubus (2007)
- András Kern, acteur (2007)
- Zsuzsa Koncz, zangeres (2008)
- Karola Ágai, operazangeres (2009)
- Ágota Kristóf, in Zwitserland wonende schrijfster van Hongaarse afkomst (2011)
- István Nemeskürty, literatuurwetenschapper (2011, grote prijs)